# Santo Antônio do Retiro (ort)
Santo Antônio do Retiro är en ort i Brasilien.   Den ligger i kommunen Santo Antônio do Retiro och delstaten Minas Gerais, i den östra delen av landet, 600 km öster om huvudstaden Brasília. Santo Antônio do Retiro ligger 836 meter över havet och antalet invånare är 6 938.
Terrängen runt Santo Antônio do Retiro är kuperad åt nordväst, men åt sydost är den platt. Santo Antônio do Retiro ligger nere i en dal. Runt Santo Antônio do Retiro är det glesbefolkat, med 8 invånare per kvadratkilometer.. Det finns inga andra samhällen i närheten.
I omgivningarna runt Santo Antônio do Retiro växer huvudsakligen savannskog.